# روابط اقلیم کردستان عراق و یونان
روابط یونان-منطقه کردستان روابط دو جانبه بین یونان و منطقه کردستان . یونان یک دفتر اقتصادی و تجاری در اربیل دارد، در حالی که اقلیم کردستان هیچ‌گونه نمایندگی در یونان ندارد. در فوریه ۲۰۱۷، وزیر امور خارجه یونان، نیکوس کوتزیاس، کردستان را دارای نقش ژئواستراتژیک در منطقه توصیف کرد و عنصری مهم در سیاست ژئواستراتژیک یونان را تشکیل داد و این ها دلایلی بود که یونان در ماه مه ۲۰۱۶ کنسولگری عمومی کوتزیاس در مصاحبه با رادیو آلفا اظهار داشت که همه‌پرسی استقلال کردستان در سپتامبر ۲۰۱۷ با قانون اساسی عراق تضمین شده و اقلیم کردستان حق برگزاری آن را دارد. نایب رئیس حزب دموکراسی نوین، آدونیس جورجادیس، اظهار داشت که حزب وی از همه‌پرسی و حق تعیین سرنوشت کردها حمایت می‌کند.
فلاح مصطفی بکیر، وزیر امور خارجه کرد در نوامبر ۲۰۱۵ به آتن سفر کرد و با دیمیتریس مرداس معاون وزیر خارجه یونان و جورجوس سیپراس دبیرکل روابط اقتصادی بین‌المللی یونان دیدار کرد. در مبارزه با داعش، دولت یونان تصمیم گرفت با اهدای اسلحه و مهمات و همچنین ارسال کمک‌های بشردوستانه به سربازان کرد (پیشمرگه) کمک کند. علاوه بر این، یونان به عنوان نقطه ایستادن برای جنگنده‌های اف -۱۶ بلژیک در شرکت در حملات هوایی علیه داعش در عراق در طول مداخله به رهبری آمریکا در عراق خدمت کرد.
وزیر مهاجرت یونان، ایوانیس موزالاس، در مصاحبه با رسانه کردستان ۲۴ اظهار داشت که یونانی‌ها و کردهای یونان روابط استثنایی دارند. جامعه یونانیان در منطقه کردستان حدود ۳۰–۵۰ هزار نفر تخمین زده می‌شود. یک گزارش در سال ۲۰۰۴ تعداد کل عراقی‌ها در یونان را بین ۵ تا ۴۰ هزار نفر حدس زد.
بسیاری از شرکت‌های یونانی در منطقه کردستان حضور دارند، از جمله شرکت‌های ساختمانی، شرکت‌های مواد غذایی و شرکت‌های انرژی. سرمایه‌گذاری‌های یونان در منطقه حدود ۲ میلیارد یورو است.

## تاریخ
در سال ۲۰۱۲، مرکوریوس کارافوتیاس، سفیر یونان در عراق از اربیل دیدن کرد و با رئیس‌جمهور کرد مسعود بارزانی دیدار کرد. کارافوتیاس اظهار داشت: «مردم ما رابطه قدیمی با یکدیگر دارند. ما از روابط موجود در حال حاضر قدردانی می‌کنیم و آماده همکاری و همکاری برای توسعه بیشتر این روابط هستیم.» مگدالینی کاراکولی معاون دبیرکل یونان در روابط اقتصادی و همکاری‌های بین‌المللی در سال ۲۰۱۴ از اربیل بازدید کرد و با فلاح مصطفی وزیر خارجه کرد دیدار کرد.